# EyeToy

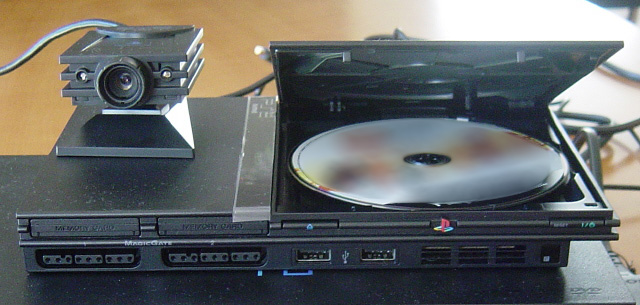
EyeToy na konsoli PlayStation 2 (w wersji slim).

Eye Toy – cyfrowa kamera z mikrofonem (podobna do kamery internetowej) przeznaczone dla konsoli PlayStation 2. Współpracuje ona również z PlayStation 3. Podłączana do konsoli poprzez port USB.
Umożliwia ona granie w gry (współpracujące z nią) bez użycia DualShocka, a za pośrednictwem własnego ciała.
Kamera rejestruje ruch osoby stojącej naprzeciwko telewizora i nakłada na wyświetlany obraz gry. Poruszając rękami wpływa się na obiekty w grze (dzięki temu można sterować postacią, itp.). Kamera pozwala również na rejestrowanie krótkich wiadomości, które można zapisywać na karcie pamięci konsoli.
Eye Toy można również podłączyć do komputera po wcześniejszym zainstalowaniu odpowiednich sterowników.

## Gry współpracujące z EyeToy
Wszystkie gry oprócz dwóch wydanych na PlayStation 3 zostały wydane na PlayStation 2. Wydawcą wszystkich gier jest firma Sony z wyjątkiem pięciu gier wydanych przez inne firmy.
- 2003:
  - EyeToy: Play
  - EyeToy: Groove
- 2004:
  - EyeToy: Antigrav
  - Sega SuperStars (Sega)
  - U Move Super Sports
  - EyeToy: Chat (potrzebny wideotelefon dla użycia z łącznikiem sieci)
  - EyeToy: Play 2
  - Disney Move (Ubisoft)
  - Nicktoons Movin' (THQ)
- 2005:
  - EyeToy: Monkey Mania
  - EyeToy: Kinetic
  - EyeToy: EduKids
  - EyeToy: Play 3
  - EyeToy: Operation Spy (potrzebny SpyToy w Europie)
  - Clumsy Shumsy (Phoenix w Wielkiej Brytanii i w Holandii)
- 2006:
  - Rhythmic Star (Namco)
  - EyeToy: Play Sports
  - EyeToy: Kinetic Combat

Zostały wydane również 2 gry: EyeToy: PomPom i EyeToy: Play Hero o których była mowa na Playstation Days.